# Rally of Scotland 2011
Die RACMSA Rally of Scotland 2011 war der zehnte Lauf zur Intercontinental Rally Challenge 2011. Die Rallye wurde vom 7. bis 9. Oktober 2011 bei Perth in Schottland ausgetragen.

## Hintergrund
Die Rally of Scotland 2011 hatte für die Gesamtwertung der IRC eine höhere Priorität als die vorherigen IRC-Läufe. Es wurde das 1,5fache der ansonsten in der IRC üblichen Punktzahl vergeben. Der Sieger erhielt demnach 37,5 statt 25 Punkte.
Auf drei Tage verteilt standen 15 Wertungsprüfungen über eine Distanz von 196,96 Kilometer auf dem Programm. Da eine Prüfung abgesagt werden musste, wurden schließlich nur 183,8 gewertete Kilometer absolviert. Die Rallye führte über schotterige Waldwege in hügeligem Terrain. Der flüssige Streckenverlauf ermöglichte relativ hohe Geschwindigkeiten. An den Fahrbahnrändern befanden sich teilweise tiefe Gräben, sodass ein Fahrfehler leicht in einem Ausfall hätte enden können.
Das Wetter war fast durchgängig regnerisch. Dies hatte sehr rutschige Streckenverhältnisse zur Folge. Problematisch war dies vor allem für die Michelin-bereiften Fahrzeuge. Michelin hatte zur Rallye nämlich nicht die weiche Reifenmischung liefern können, sondern nur die mittlere und harte, die eine geringere Haftung boten.
Zur Rallye waren 37 Teams gestartet. Der Meisterschaftskandidat Freddy Loix setzte bei der Rally of Scotland aus. Hingegen brachte Škoda Auto Deutschland wieder ein Fahrzeug für Matthias Kahle an den Start, der in Schottland seine 50. Rallye in Škoda-Diensten absolvierte.

## Verlauf
Die Rallye startete am Freitagabend mit zwei Wertungsprüfungen bei Dunkelheit. Guy Wilks erwischte einen guten Start in die Rallye und entschied beide Prüfungen für sich. Er nahm einen Vorsprung von 4,1 Sekunden auf Juho Hänninen mit in den zweiten Tag.
Auf der zweiten Etappe am Samstag war Andreas Mikkelsen deutlich der Schnellste und erzielte vier von fünf Bestzeiten. Bereits auf der vierten Prüfung hatte er die Führung in der Gesamtwertung von Wilks übernommen. Wilks drehte seinen Peugeot auf WP5 in einer schnellen Linkskurve in einen Graben. Mit Hilfe von einigen Zuschauern konnte er sein Fahrzeug zwar wieder aus dem Graben befreien, hatte aber schon über sechs Minuten verloren. Auf dieser Prüfung setzten auch die Probleme für die Proton-Werkspiloten ein. Per-Gunnar Andersson, der bisher eine überraschend starke Rallye gefahren war, hatte mit einem Elektronikdefekt zu kämpfen. Da er nach der Prüfung zu spät zum Service-Park erschienen war, erhielt er zwei Strafminuten und fiel zurück. Für Lokalmatador Alister McRae war die Rallye auf WP5 schon endgültig vorüber, als er sein Fahrzeug mit zu niedrigem Öldruck abstellen musste. Der zuvor zweitplatzierte Thierry Neuville legte auf WP7 zwei Dreher hin und verlor knapp eine Minute, wodurch er auf Rang vier zurückfiel. WP8, die letzte Prüfung der Tages, musste wegen schweren Regenfällen abgesagt werden. Mikkelsen hatte einen großen Vorsprung auf seine Verfolger herausgefahren. Er lag am Tagesende bereits 50,7 Sekunden vor Bryan Bouffier und 51,7 Sekunden vor Hänninen in Führung.
Am dritten und letzten Tag nahm Mikkelsen wieder etwas Tempo raus. Patrik Sandell sicherte sich auf WP10 überraschend eine Bestzeit, touchierte aber auf dieser Prüfung mit dem Heck seines Škoda einen Stein und musste anschließend mit gebrochener Radaufhängung aufgeben. Bei einem erneuten Dreher beschädigte Neuville seinen Rückwärtsgang. Er ließ über eine Minute liegen und fiel weiter zurück. Inzwischen attackierte Hänninen, der sich schon auf Platz zwei vorgeschoben hatte und alleine auf WP11 über 20 Sekunden auf Mikkelsen gutmachte. Auf WP12 versagten Bouffiers Bremsen, sodass er knapp 40 Sekunden verlor und den Kampf um Platz zwei gegen Hänninen aufgeben musste. Hinter ihm konnte sich der junge Ire Craig Breen gegen Jan Kopecký auf Platz vier behaupten, obwohl sein Ford nur noch auf drei Zylindern lief. Auf WP13 erlitt der führende Mikkelsen kurz vor dem Ziel einen Reifenschaden, der Zeitverlust hielt sich aber in Grenzen. Auf der abschließenden WP15 musste Wilks seine Aufholjagd mit einer gebrochenen Felge beenden. Mikkelsen ließ nichts mehr anbrennen und erzielte schließlich seinen ersten Sieg in der IRC. Damit wurde er gleichzeitig zum bis dahin jüngsten Sieger in der IRC-Geschichte. Hänninen kam noch bis auf 26,4 Sekunden heran und belegte Platz zwei. Das Podium komplettierte Bouffier mit einem Rückstand von 1:35,3 Minuten. Matthias Kahle profitierte von einigen Ausfällen vor ihm und erzielte mit Platz zehn seine ersten IRC-Punkte. 22 Teams wurden gewertet.
Wegen des relativ schwachen Abschneidens des Führenden in Meisterschaft, Jan Kopecký, rückten die Fahrer an der Spitze der Fahrerwertung wieder enger zusammen. Juho Hänninen hatte nun fast den Anschluss an seinen Teamkollegen hergestellt. Mit seinem Sieg brachte sich auch Andreas Mikkelsen in eine gute Ausgangsposition im Kampf um die Meisterschaft. Vor dem letzten Saisonlauf in Zypern hatten noch sechs Fahrer Chancen auf den Titel.

## Ergebnisse

### Endergebnis
| Pos. | Fahrer            | Beifahrer       | Fahrzeug          | Gesamtzeit | Rückstand | Punkte |
| ---- | ----------------- | --------------- | ----------------- | ---------- | --------- | ------ |
| 1    | Andreas Mikkelsen | Ola Fløene      | Škoda Fabia S2000 | 1:55:17,2  |           | 37,5   |
| 2    | Juho Hänninen     | Mikko Markkula  | Škoda Fabia S2000 | 1:55:43,6  | 26,4      | 27     |
| 3    | Bryan Bouffier    | Xavier Panseri  | Peugeot 207 S2000 | 1:56:52,5  | 1:35,3    | 22,5   |
| 4    | Craig Breen       | Gareth Roberts  | Ford Fiesta S2000 | 1:57:22,3  | 2:05,1    | 18     |
| 5    | Jan Kopecký       | Petr Starý      | Škoda Fabia S2000 | 1:57:28,9  | 2:11,7    | 15     |
| 6    | Thierry Neuville  | Nicolas Gilsoul | Peugeot 207 S2000 | 1:58:27,6  | 3:10,4    | 12     |
| 7    | Toni Gardemeister | Tapio Suominen  | Škoda Fabia S2000 | 1:58:28,7  | 3:11,5    | 9      |
| 8    | Alastair Fisher   | Daniel Baritt   | Ford Fiesta S2000 | 2:00:17,1  | 4:59,9    | 6      |
| 9    | Toshihiro Arai    | Dale Moscatt    | Subaru Impreza R4 | 2:03:34,8  | 8:17,6    | 3      |
| 10   | Matthias Kahle    | Peter Göbel     | Škoda Fabia S2000 | 2:04:53,3  | 9:36,1    | 1,5    |

### Wertungsprüfungen
| Etappe                | WP   | Uhrzeit | Name            | Länge    | Sieger                   | Zeit                     | Ø-Tempo                  | Gesamtführender   |
| --------------------- | ---- | ------- | --------------- | -------- | ------------------------ | ------------------------ | ------------------------ | ----------------- |
| Etappe 1 (7. Oktober) | SS1  | 19:45   | Carron Valley 1 | 8,36 km  | Guy Wilks                | 5:24,8                   | 92,66 km/h               | Guy Wilks         |
| Etappe 1 (7. Oktober) | SS2  | 20:10   | Carron Valley 2 | 8,36 km  | Guy Wilks                | 5:21,9                   | 93,49 km/h               | Guy Wilks         |
| Etappe 2 (8. Oktober) | SS3  | 9:20    | Craigvinean 1   | 16,54 km | Andreas Mikkelsen        | 9:38,2                   | 102,98 km/h              | Guy Wilks         |
| Etappe 2 (8. Oktober) | SS4  | 10:45   | Drummond Hill 1 | 13,16 km | Bryan Bouffier           | 8:15,3                   | 95,65 km/h               | Andreas Mikkelsen |
| Etappe 2 (8. Oktober) | SS5  | 12:10   | Errochty 1      | 17,68 km | Andreas Mikkelsen        | 10:02,9                  | 105,57 km/h              | Andreas Mikkelsen |
| Etappe 2 (8. Oktober) | SS6  | 16:15   | Craigvinean 2   | 16,54 km | Andreas Mikkelsen        | 9:50,4                   | 100,85 km/h              | Andreas Mikkelsen |
| Etappe 2 (8. Oktober) | SS7  | 17:40   | Errochty 2      | 17,68 km | Andreas Mikkelsen        | 10:12,4                  | 103,93 km/h              | Andreas Mikkelsen |
| Etappe 2 (8. Oktober) | SS8  | 18:52   | Drummond Hill 2 | 13,16 km | Wertungsprüfung abgesagt | Wertungsprüfung abgesagt | Wertungsprüfung abgesagt | Andreas Mikkelsen |
| Etappe 3 (9. Oktober) | SS9  | 9:08    | Carron Valley 3 | 8,36 km  | Juho Hänninen            | 5:12,2                   | 96,40 km/h               | Andreas Mikkelsen |
| Etappe 3 (9. Oktober) | SS10 | 10:52   | Loch Chon 1     | 9,91 km  | Patrik Sandell           | 6:41,5                   | 88,86 km/h               | Andreas Mikkelsen |
| Etappe 3 (9. Oktober) | SS11 | 11:10   | High Corrie 1   | 25,81 km | Juho Hänninen            | 16:34,2                  | 93,46 km/h               | Andreas Mikkelsen |
| Etappe 3 (9. Oktober) | SS12 | 13:37   | Loch Chon 2     | 9,91 km  | Andreas Mikkelsen        | 6:33,3                   | 90,71 km/h               | Andreas Mikkelsen |
| Etappe 3 (9. Oktober) | SS13 | 13:55   | High Corrie 2   | 25,81 km | Juho Hänninen            | 16:47,7                  | 92,21 km/h               | Andreas Mikkelsen |
| Etappe 3 (9. Oktober) | SS14 | 17:00   | Scone Palace 1  | 2,84 km  | Thierry Neuville         | 1:57,7                   | 86,86 km/h               | Andreas Mikkelsen |
| Etappe 3 (9. Oktober) | SS15 | 17:19   | Scone Palace 2  | 2,84 km  | Thierry Neuville         | 1:59,4                   | 85,63 km/h               | Andreas Mikkelsen |